# Biskupice (gromada w powiecie krakowskim, 1969–1972)
Biskupice (do 26 I 1969 Przebieczany) – dawna gromada, czyli najmniejsza jednostka podziału terytorialnego Polskiej Rzeczypospolitej Ludowej w latach 1954–1972.
Gromady, z gromadzkimi radami narodowymi (GRN) jako organami władzy najniższego stopnia na wsi, funkcjonowały od reformy reorganizującej administrację wiejską przeprowadzonej jesienią 1954 do momentu ich zniesienia z dniem 1 stycznia 1973, tym samym wypierając organizację gminną w latach 1954–1972.
Gromadę Biskupice z siedzibą GRN w Biskupicach utworzono 1 stycznia 1969 w powiecie krakowskim w woj. krakowskim w związku z przeniesieniem siedziby GRN gromady Przebieczany z Przebieczan do Biskupic i przemianowaniem jednostki na gromada Biskupice. Dla gromady ustalono 25 członków gromadzkiej rady narodowej.
Według stanu z 1 stycznia 1970 gromada Biskupice składała się ze wsi: Biskupice, Bodzanów, Jawczyce, Łazany, Przebieczany, Sławkowice, Sułków, Sułów, Surówki, Szczygłów, Trąbki i Zabłocie.
Gromada przetrwała do końca 1972 roku, czyli do kolejnej reformy gminnej. 1 stycznia 1973 utworzono gminę Biskupice z siedzibą gminnej rady narodowej w Biskupicach (następnie siedzibę gminy przeniesiono do Trąbek, a od 1 stycznia 2012 znajduje się ona w Tomaszkowicach).
Uwaga: Gromada Biskupice (o innym składzie) istniała także w latach 1954–60 w powiecie krakowskim.